# Хронологија ФНРЈ и КПЈ фебруар 1946.
Хронолошки преглед важнијих догађаја везаних за друштвено-политичка дешавања у Демократској Федеративној Југославији (ДФЈ) и деловање Комунистичке партије Југославије (КПЈ), као и општа политичка, друштвена, спортска и културна дешавања која су се догодила у току фебруара месеца 1946. године.
| ← јануар · Хронологија ФНРЈ и КПЈ током 1946. године · март → |

### 1. фебруар
- Одржана заједничка седница оба дома Народне скупштине ФНРЈ на којој је Јосип Броз Тито поднео извештај о саставу Нове владе. На истој седници изабран је нова Влада ФНРЈ чији је председник био Јосип Броз Тито.[1][2]

### 4. фебруар
- У затвору у Београду извршио самоубиство Милан Недић (1878—1946), бивши армијски генерал Југословенске војске и председник Министарског савета тзв. „Владе народног спаса“ од 1941. до 1944. године. Он је био оптужен због издаје и отворене колаборације са окупатором.

### 8. фебруар
- Президијум Народне скупштине ФНРЈ, а на предлог председника Владе ФНРЈ Јосипа Броза Тита, донео Указ којим су установљени комитети при Влади ФНРЈ — Комитет за културу и уметност, Комитет за школу и науку, Комитет за заштиту народног здравља, Комитет за cоцијално осигурање и Комитет за законодавство и изградњу народне власти.[1]

### 15. фербруар
- Влада ФНРЈ одобрила рад југословенске делегације на Генералној скупштини ОУН у Лонодну и усвојила Уредбе о оснивању Репарационе комисије и о организацији и пословању Комисије за аграрну реформу и колонизацију.[1][2]
- Црногорска народна скупштина донела Закон о имену Народне Републике Црне Горе којим је Федерална Држава Црна Гора променила назив у Народна Република Црна Гора, Црногорска народна скупштина у Народна скупштина НР Црне Горе, Председништво Црногорске народне скупштине Црне Горе у Президијум Народне скупштине НР Црне Горе и Народна влада Црне Горе у Влада НР Црне Горе.

### 19. фебруар
- Народна скупштина Србије донела Закон о именовању Народне Републике Србије којим је Федерална Држава Србија променила назив у Народна Република Србија, Народна скупштина Србије у Народна скупштина НР Србије, Председништво Народне скупштине Србије у Президијум Народне скупштине НР Србије и Народна влада Србије у Влада НР Србије. Такође, у складу са овим Законом, Председништво Народне скупштине Аутономне Покрајине Војводине променио је назив у Главни извршни одбор Аутономне Покрајине Војводине.[1][3]

### 20. фебруар
- Народна скупштина Босне и Херцеговине донела Закон о имену Народне Републике Босне и Херцеговине којим је Федерална Држава Босна и Херцеговина променила назив у Народна Република Босна и Херцеговина, Народна скупштина Босне и Херцеговине у Народна скупштина НР Босне и Херцеговине, Председништво Народне скупштине Босне и Херцеговине у Президијум Народне скупштине НР Босне и Херцеговине и Народна влада Босне и Херцеговине у Влада НР Босне и Херцеговине.
- Словеначко народноослободилачко веће донелo Закон о имену Народне Републике Словеније којим је Федерална Држава Словенија променила назив у Народна Република Словенија.

### 22. фебруар
- Формирана Главна управа ваздушног саобраћаја (ГУВС) која је имала задатак да организује ваздушни саобраћај у Југославији користећи авионе Првог транспортног пука Југословенске армије (ЈА).[3]

### 24. фебруар
- У Београду, 24. и 25. фебруара, одржан пленум Централног одбора Антифашистичког фронта жена Југославије на коме је расправљано о раду и задацима организације, а посебно је био наглашен рад жена на социјалном пољу, у такмичењима на привредном плану и пружању помоћи мајкама.[4]

### 26. фебруар
- Народни сабор Хрватске донео Закон о имену Народне Републике Хрватске којим је Федерална Држава Хрватска променила назив у Народна Република Хрватска, Народни сабор Хрватске у Сабор НР Хрватске, Председништво Народног сабора Хрватске у Президијум Сабора НР Хрватске и Народна Влада Хрватске у Влада НР Хрватске. На истој седници Сабора изабрана је нова Влада НР Хрватске, за чијег председника је поново изабран Владимир Бакарић.[4]